# Dominik Wydra
Dominik Wydra (Wenen, 21 maart 1994) is een Oostenrijks voetballer die bij voorkeur als centrale middenvelder speelt. Hij stroomde in 2012 door vanuit de jeugd van Rapid Wien.

## Clubcarrière
Wydra debuteerde in het seizoen 2011/12 voor Rapid Wien in de Oostenrijkse Bundesliga. In zijn debuutseizoen mocht hij in twee competitiewedstrijden meespelen. In zijn tweede seizoen speelde hij 17 competitiewedstrijden, waarin hij één doelpunt scoorde. Hij kwam eenmaal in actie in de ÖFB Cup.

## Clubstatistieken
| Seizoen | Club              | Land       | Competitie    | Wed. | Doelp. |
| ------- | ----------------- | ---------- | ------------- | ---- | ------ |
| 2011/12 | Rapid Wien        | Oostenrijk | Bundesliga    | 2    | 0      |
| 2012/13 | Rapid Wien        | Oostenrijk | Bundesliga    | 17   | 1      |
| 2013/14 | Rapid Wien        | Oostenrijk | Bundesliga    | 20   | 1      |
| 2014/15 | Rapid Wien        | Oostenrijk | Bundesliga    | 18   | 0      |
| 2015/16 | SC Paderborn 07   | Duitsland  | 2. Bundesliga | 24   | 0      |
| 2016/17 | VfL Bochum        | Duitsland  | 2. Bundesliga | 13   | 1      |
| 2017/18 | FC Erzgebirge Aue | Duitsland  | 2. Bundesliga | 29   | 1      |
| 2018/19 | FC Erzgebirge Aue | Duitsland  | 2. Bundesliga | 22   | 0      |
| 2019/20 | FC Erzgebirge Aue | Duitsland  | 2. Bundesliga | 1    | 0      |
| Totaal  | Totaal            | Totaal     | Totaal        | 146  | 4      |

## Interlandcarrière
Wydra kwam uit voor verschillende Oostenrijkse jeugdelftallen. Hij debuteerde in 2013 in Oostenrijk -19.
3 Böckle ·
4 Schöller ·
5 Kerschbaum ·
6 Raux-Yao ·
7 Beljo ·
8 Grgic ·
16 Børkeeiet ·
17 Sangaré ·
18 Seidl  ·
20 Ahoussou ·
21 Schaub ·
22 Jansson ·
23 Auer ·
25 Gartler ·
27 Bischof ·
28 Oswald ·
29 Amane ·
45 Hedl ·
47 Gröller ·
48 Wurmbrand ·
50 Orgler ·
51 Göschl ·
55 Cvetkovic ·
77 Bolla ·
99 Kara ·
Coach: Robert Klauß